# 迪阿克里亚区
迪阿克里亚区是美国地质调查局太空地质学研究计划（Astrogeology Research Program）对火星表面划分的30个区域之一，编号为MC-2。迪阿克里亚区位于火星西半球的西北部，覆盖了火星东经180°至240°（西经120°至180°）、北纬30°至65°的区域。该区域使用1:5,000,000比例尺的朗伯等角圆锥投影。
迪阿克里亚区的南北边界分别为大约3,065公里与1,500公里宽，南北距离则为约2,050公里。覆盖范围约为490万平方公里，占火星表面积的3%以上。凤凰号火星探测器的着陆点（68.22° N, 234.25° E）位于迪阿克里亚区东北部往北大约186公里处。凤凰号火星探测器拍摄到的景像包括了狄阿克里亚区北部代表性的地形。